# シャングリラ (Acid Black Cherryの曲)
「シャングリラ」は、Acid Black Cherryの12枚目のシングル。2011年10月19日にmotorodから発売された。

## 概要
9月より5ヶ月連続で発売されるシングル第2弾。カップリングには"Recreation Track"として、1983年のヒット曲、杏里「悲しみがとまらない」のカヴァーを収録。
通常盤、5万枚数量限定盤、TSUTAYA RECORDS限定盤の3形態で発売され、通常盤と5万枚数量限定盤には、5ヶ月連続シングル＆2012年発売3rdアルバム6作品連動応募特典Acid Black Cherry握手会へ合計40,000名様ご招待の応募シリアルが、TSUTAYA RECORDS限定盤には全4種からなるABCオリジナルトレカ1枚がそれぞれ封入予定。TSUTAYA RECORDS限定盤は『ABC Dream CUP 2011』を記念し、TSUTAYA RECORDS限定でサンクス フォー ユー スペシャルプライスでの発売だが、5ヶ月連続シリアル及び2012年発売3rdアルバム連動特典の応募シリアルは封入されていない。
歌詞は、｢奇跡の風が『吹く島』（福島）へ｣、｢ひと時の憐れ『みや偽』（宮城）善｣、｢願いは空に『愛は手』（岩手）に｣と、2011年3月11日に起こった震災による被害のとくに酷かった被災地を意識したようなものになっているが、yasu本人は、特にそれに言及せず、「めざまし代わりに聴いてね」とだけ言っている。また歌詞カードにはその3県の文字が輝くように印刷されている。
楽曲はJanne Da Arcの頃から存在しており、『ポップ過ぎる』等という理由で却下された曲である。

## 収録内容

### 5万枚数量限定盤・通常盤
| #         | タイトル                                 | 作詞      | 作曲      | 編曲              | 時間 |
| --------- | ---------------------------------------- | --------- | --------- | ----------------- | ---- |
| 1.        | 「シャングリラ」                         | 林保徳    | 林保徳    | 林保徳            | 4:22 |
| 2.        | 「悲しみがとまらない」(Recreation Track) | 康珍化    | 林哲司    | 角松敏生 & 林哲司 | 4:15 |
| 合計時間: | 合計時間:                                | 合計時間: | 合計時間: | 合計時間:         | 8:37 |

| #  | タイトル                      | 作詞 | 作曲・編曲 |
| -- | ----------------------------- | ---- | ---------- |
| 1. | 「シャングリラ (music clip)」 |      |            |
| 2. | 「OFF SHOT」                  |      |            |

### TSUTAYA RECORDS限定盤
| #  | タイトル         | 作詞 | 作曲・編曲 |
| -- | ---------------- | ---- | ---------- |
| 1. | 「シャングリラ」 |      |            |